# Liste der deutschen Wasserballvereine
Dies ist eine Liste, in der Wasserballvereine in Deutschland aufgeführt werden.

## Vereine
Derzeit sind 209 Vereine aufgelistet. Es werden der Name des Vereins, alphabetisch nach Vereinssitz sortiert (soweit möglich), und (falls bekannt) das Gründungsjahr, die Bestandszeit des Vereins oder der Zeitraum, in dem dort die Disziplin Wasserball ausgeübt wurde, angezeigt.
|  | Badischer Schwimm-Verband (10)                                                                           |
|  | SG Wasserball Durlach/Ettlingen – 2005                                                                   |
|  | SSV Freiburg                                                                                             |
|  | SV Nikar Heidelberg – 1906                                                                               |
|  | SK Sparta Konstanz – 1951                                                                                |
|  | SK Neptun Leimen                                                                                         |
|  | SG Wasserball Leimen/Mannheim – 2006                                                                     |
|  | VW Mannheim – 1912                                                                                       |
|  | 1. BSC Pforzheim – 1896                                                                                  |
|  | TSG Weinheim – 1862                                                                                      |
|  | SSG Weil am Rhein                                                                                        |
|  | Bayerischer Schwimm-Verband (17)                                                                         |
|  | SV Augsburg – 1911                                                                                       |
|  | SV Bayreuth – 1921                                                                                       |
|  | WB Coburg                                                                                                |
|  | SSV Forchheim                                                                                            |
|  | Wara Fürstenfeldbruck                                                                                    |
|  | WSV 72 Geretsried                                                                                        |
|  | Delphin Ingolstadt                                                                                       |
|  | TV Memmingen                                                                                             |
|  | SV München 99                                                                                            |
|  | Munich Tritons – 2015                                                                                    |
|  | 1. FC Nürnberg                                                                                           |
|  | Post SV Nürnberg                                                                                         |
|  | TV Passau 1862 – 1862                                                                                    |
|  | TV Rehau                                                                                                 |
|  | 1. SC 1931 Schweinfurt – 1913                                                                            |
|  | SV Weiden 1921 – 1921                                                                                    |
|  | SV Würzburg 05 – 1905                                                                                    |
|  | Berliner Schwimm-Verband (4)                                                                             |
|  | SG Neukölln Berlin                                                                                       |
|  | SG Schöneberg Berlin – 2000                                                                              |
|  | Wasserfreunde Spandau 04 – 1904 Deutscher Meister (37): 1979–1992, 1994–2005, 2007–2012, 2014–2017, 2019 |
|  | SC Wedding                                                                                               |
|  | Landesschwimmverband Brandenburg (3)                                                                     |
|  | ASC Brandenburg – 2003                                                                                   |
|  | BSG Pneumant Fürstenwalde – 1994                                                                         |
|  | OSC Potsdam – 1993                                                                                       |
|  | Landesschwimmverband Bremen (4)                                                                          |
|  | SV Bremen 1910 – 1910                                                                                    |
|  | Bremischer Schwimmverein                                                                                 |
|  | SV Weser Bremen                                                                                          |
|  | Bremer Schwimm-Club v. 1885                                                                              |
|  | Hamburger Schwimm-Verband (8)                                                                            |
|  | Altonaer TSV                                                                                             |
|  | TV Gut-Heil Billstedt                                                                                    |
|  | Eimsbütteler TV                                                                                          |
|  | Hamburger Gehörlosen SV                                                                                  |
|  | Hamburger Turnerbund von 1862                                                                            |
|  | Poseidon Hamburg                                                                                         |
|  | SC Delphin                                                                                               |
|  | Sportteam Hamburg                                                                                        |
|  | Hessischer Schwimm-Verband (11)                                                                          |
|  | WV Darmstadt 70 – 1970                                                                                   |
|  | VfB Friedberg – 1904                                                                                     |
|  | SGW Frankfurt/Offenbach – 2005                                                                           |
|  | SC Wasserfreunde Fulda                                                                                   |
|  | SC Neu-Isenburg                                                                                          |
|  | WBV 82 Kassel – 1982                                                                                     |
|  | Erster Offenbacher Schwimmclub (EOSC) – 1896                                                             |
|  | VFL Michelstadt                                                                                          |
|  | Rüsselsheimer Schwimm-Club – 1954                                                                        |
|  | EWSC Wetzlar                                                                                             |
|  | SC Wiesbaden                                                                                             |
|  | Schwimm-Verband Mecklenburg-Vorpommern (6)                                                               |
|  | Peenerobben Anklam                                                                                       |
|  | Grabower SV von 1908 – 1908                                                                              |
|  | HSG Uni Rostock                                                                                          |
|  | Lederhexen (Rostock)                                                                                     |
|  | Sv Post Telekom Schwerin                                                                                 |
|  | HSG Warnemünde                                                                                           |
|  | Landesschwimmverband Niedersachsen (38)                                                                  |
|  | TSV Anderten – 1897                                                                                      |
|  | MTV Aurich – 1862                                                                                        |
|  | MTV Bad Gandersheim – 1862                                                                               |
|  | SC Barsinghausen – 1951                                                                                  |
|  | SV Poseidon Bockenem                                                                                     |
|  | Eintracht Braunschweig – 1895                                                                            |
|  | Germania Braunschweig – 1908                                                                             |
|  | Wasserball-Sport-Gemeinschaft Braunschweig – 2013                                                        |
|  | Buxtehuder SC – 1951                                                                                     |
|  | SC Neptun Cuxhaven – 1948                                                                                |
|  | Duinger SC                                                                                               |
|  | SV Georgsmarienhütte – 1957                                                                              |
|  | SV Hameln – 1913                                                                                         |
|  | Freie Schwimmer Hannover – 1919                                                                          |
|  | Polizei SV Hannover                                                                                      |
|  | RSV Hannover – 1926                                                                                      |
|  | Hannoverscher Schwimmverein – 1892                                                                       |
|  | SSV Union 06 Hannover – 1906                                                                             |
|  | SV Wasserfreunde 1898 Hannover – 1898–2012                                                               |
|  | Waspo 98 Hannover – 2012 Deutscher Meister (3): 2018, 2020, 2021                                         |
|  | Wassersport Hannover-Linden – 1913–2012                                                                  |
|  | White Sharks Hannover – 2008                                                                             |
|  | Hellas Hildesheim – 1899/1970                                                                            |
|  | SpVg Laatzen – 1894                                                                                      |
|  | SV Langenhagen – 1971                                                                                    |
|  | Lehrter SV – 1874 bzw. 1921                                                                              |
|  | SG Misburg                                                                                               |
|  | 1. Nienburger SC – 1912                                                                                  |
|  | Polizeisportverein Oldenburg – 2015                                                                      |
|  | TK Jahn Sarstedt – 1958                                                                                  |
|  | FC Schüttorf 09                                                                                          |
|  | SV Stadtoldendorf – 1950                                                                                 |
|  | TB Stöcken                                                                                               |
|  | TuS Syke                                                                                                 |
|  | SV Wasserfreunde Völlen-Papenburg – 1968                                                                 |
|  | WSV 21 Wolfenbüttel – 1921                                                                               |
|  | VFL Wittingen / Suderwittingen                                                                           |
|  | 1. WV Wunstorf                                                                                           |
|  | Schwimmverband Nordrhein-Westfalen (41)                                                                  |
|  | Aachener Schwimmverein 06                                                                                |
|  | WSV Bocholt                                                                                              |
|  | Blau-Weiß Bochum – 1896                                                                                  |
|  | Schwimm- und Sportfreunde Bonn 1905 – 1905                                                               |
|  | SV Brambauer 50 – 1950                                                                                   |
|  | SC Coesfeld – 1951                                                                                       |
|  | SV Derne 49 (Dortmund) – 1949                                                                            |
|  | Freie Wasserballvereinigung Westfalen (Dortmund) – 1974–2006                                             |
|  | SV Hellas Dortmund 1923 – 1923, bis ca. 1992                                                             |
|  | SV „Westfalen“ Dortmund von 1896 – 1896, bis 1974 und ab 2006                                            |
|  | Dürener Turnverein – 1847                                                                                |
|  | PSV Duisburg                                                                                             |
|  | ASC Duisburg – 1909 Deutscher Meister (6): 1957, 1963, 1965, 1967, 1968, 2013                            |
|  | Freie Schwimmer Duisburg – 1900                                                                          |
|  | DJK SV Poseidon Duisburg – 1921                                                                          |
|  | Duisburger Schwimmverein von 1898 – 1898                                                                 |
|  | Duisburger SSC 09/20 – 1909                                                                              |
|  | Düsseldorfer Schwimmclub 1898 – 1898                                                                     |
|  | SC Delphin Eschweiler – 1899                                                                             |
|  | Schwimmverein Gladbeck 1913                                                                              |
|  | SV Gronau                                                                                                |
|  | SC Rote Erde Hamm Deutscher Meister (11): 1954–1956, 1959, 1960, 1964, 1966, 1969, 1971–1973, 1975       |
|  | Hohenlimburger SV                                                                                        |
|  | SC Hürth – 1930                                                                                          |
|  | SV Iserlohn – 1895                                                                                       |
|  | Iserlohn SSV – 1895                                                                                      |
|  | SGW Iserlohn – 2013 (SG aus SV Iserlohn und Iserlohn SSV)                                                |
|  | SC Aqua Köln                                                                                             |
|  | SV Rhenania Köln – 1919                                                                                  |
|  | SV Kamen 1891 – 1891                                                                                     |
|  | SV Krefeld 72 – 1972                                                                                     |
|  | Schwimmvereinigung Münster von 1891 – 1891                                                               |
|  | SV Rheinhausen 1913 – 1913                                                                               |
|  | SV Schermbeck                                                                                            |
|  | SV Olympia Borghorst 1948 (Steinfurt) – 1948                                                             |
|  | SV Stolberg                                                                                              |
|  | SSF Aegir Uerdingen 07                                                                                   |
|  | SV Bayer Uerdingen 08                                                                                    |
|  | TV Vreden 22                                                                                             |
|  | SSC Hellas Wuppertal – 1891                                                                              |
|  | Wasserfreunde Wuppertal – 1883                                                                           |
|  | Schwimmfreunde Unna 01/10                                                                                |
|  | WSG Vest (Tuw Recklinghausen / Neptun Erkenschwick)                                                      |
|  | DSC Wanne-Eickel Wasserball                                                                              |
|  | Schwimmverband Rheinland (2)                                                                             |
|  | SSV Trier                                                                                                |
|  | SC Poseidon Koblenz                                                                                      |
|  | Saarländischer Schwimm-Bund (5)                                                                          |
|  | Schwimmclub Homburg                                                                                      |
|  | SV Neunkirchen                                                                                           |
|  | SV Saarbrücken – 1908                                                                                    |
|  | SV St. Ingbert 1911 – 1911                                                                               |
|  | SV Friedrichsthal                                                                                        |
|  | Landesschwimmverband Sachsen-Anhalt (5)                                                                  |
|  | SV Lok Aschersleben                                                                                      |
|  | SG ABUS Dessau                                                                                           |
|  | SV Halle                                                                                                 |
|  | SV Blau-Weiß Hettstedt                                                                                   |
|  | SC Magdeburg                                                                                             |
|  | Sächsischer Schwimm-Verband (14)                                                                         |
|  | SV Fortuna Auerbach – 1977                                                                               |
|  | MSV Bautzen                                                                                              |
|  | SC Chemnitz – 1892                                                                                       |
|  | SWV TuR Dresden                                                                                          |
|  | SpVgg Dresden-Löbtau 1893                                                                                |
|  | USV TU Dresden                                                                                           |
|  | ESV Lok Görlitz                                                                                          |
|  | TSV Großschönau                                                                                          |
|  | HSG TH Leipzig                                                                                           |
|  | SSV Leutzsch Leipzig                                                                                     |
|  | TSV NEMA Netzschkau                                                                                      |
|  | SV Vogtland Plauen                                                                                       |
|  | SV Wasserball Plauen                                                                                     |
|  | SV Zwickau 04 – 1904                                                                                     |
|  | Schleswig-Holsteiner Schwimm-Verband (3)                                                                 |
|  | Ahrensburger TSV – 1874                                                                                  |
|  | Gut Heil Itzehoe ETSV von 1899 – 1899                                                                    |
|  | TV Keitum                                                                                                |
|  | Südwestdeutscher Schwimmverband (6)                                                                      |
|  | SC Delphin Grünstadt                                                                                     |
|  | Kaiserslauterer SK – 1911                                                                                |
|  | SV 07 Ludwigshafen – 1907                                                                                |
|  | WSV Ludwigshafen                                                                                         |
|  | SC Neustadt – 1900                                                                                       |
|  | 1. Wormser Schwimmclub Poseidon – 1921                                                                   |
|  | Thüringer Schwimm-Verband (7)                                                                            |
|  | SV Arnstadt                                                                                              |
|  | Eisenacher SSV                                                                                           |
|  | Erfurter SSC – 1966                                                                                      |
|  | VfL 1990 Gera – 1990                                                                                     |
|  | SV 1906 Gotha – 1906                                                                                     |
|  | MTV 1861 Greußen – 1861                                                                                  |
|  | SV Sömmerda                                                                                              |
|  | Schwimm-Verband Württemberg (22)                                                                         |
|  | TSG Backnang                                                                                             |
|  | SV Bietigheim                                                                                            |
|  | SV Cannstatt – 1898                                                                                      |
|  | SSV Esslingen                                                                                            |
|  | Wasserfreunde Gemmingen                                                                                  |
|  | SV Göppingen 04                                                                                          |
|  | SSG Heilbronn                                                                                            |
|  | SV 04 Heidenheim                                                                                         |
|  | VfL Kirchheim                                                                                            |
|  | SV Salamander Kornwestheim                                                                               |
|  | SV Ludwigsburg                                                                                           |
|  | SSG Reutlingen/Tübingen                                                                                  |
|  | MTV Stuttgart                                                                                            |
|  | PSV Stuttgart                                                                                            |
|  | VfVS Stuttgart (Spielgemeinschaft mit SC Stuttgart-Möhringen)                                            |
|  | TSV Zuffenhausen (Stuttgart)                                                                             |
|  | SC Stuttgart-Möhringen – 1933 (Spielgemeinschaft mit VfVS Stuttgart)                                     |
|  | SSV Ulm 1846 – 1846                                                                                      |
|  | WBG Villingen-Schwenningen                                                                               |
|  | VfL Sindelfingen                                                                                         |
|  | SSV Weingarten                                                                                           |
|  | SB Schwaben Stuttgart                                                                                    |